# Burkhard Frenzel
Burkhard Frenzel (* 22. Januar 1928 in Duisburg; † 6. Februar 2010 in Leinfelden-Echterdingen bei Stuttgart) war ein deutscher Geograph und Botaniker, der sich auf die Vegetationsgeschichte und die eiszeitliche Klimageschichte der Erde spezialisiert hatte. Durch seine umfangreichen Forschungen in Zentralasien, China und Tibet konnte er wichtige Erkenntnisse zur Vegetations- und Klimageschichte des Eiszeitalters und der Nacheiszeit gewinnen.

## Leben
Frenzel studierte an der Humboldt-Universität zu Berlin Geographie, Geologie und Botanik. Nach zwei Jahren wechselte er an die Universität Bonn, wo er 1952 mit einer Arbeit über das Pflanzenkleid der Allgäuer Hochalpen zum Doktor der Naturwissenschaften promoviert wurde. 1960 erfolgte die Habilitation an der TU Weihenstephan. 1967 wurde Burkhard Frenzel zum ordentlichen Professor am Lehrstuhl für Botanik der Universität Hohenheim ernannt, wo er bis zu seiner Emeritierung im Jahre 1996 lehrte.
Von 1982 bis 2002 war Burkhard Frenzel Präsident der Hugo Obermaier-Gesellschaft für Erforschung des Eiszeitalters und der Steinzeit.  
Frenzel war seit 1991 Mitglied des wissenschaftlichen Klimabeirates der Bundesregierung und übernahm 1994 dessen Vorsitz. Er war auch als Geschäftsführender Direktor seines Instituts und als Dekan seiner Fakultät tätig. Seine Initiative führte dazu, dass die Universität Hohenheim einen einzigartigen Botanischen Garten mit einer vegetationsgeschichtlichen Abteilung besitzt, die die Veränderungen der Vegetation seit der Beendigung der eiszeitlichen Bedingungen vor etwa 14.000 Jahren darstellt.

## Ehrungen
Frenzel erhielt zahlreiche Ehrungen für seine Arbeit, darunter 1983 die Ehrendoktorwürde der Universität Zürich, die ordentliche Mitgliedschaft in der Akademie der Wissenschaften und Literatur in Mainz sowie die Ehrenmitgliedschaft der Ungarischen Akademie der Wissenschaften.